# Sławoj Dubiel

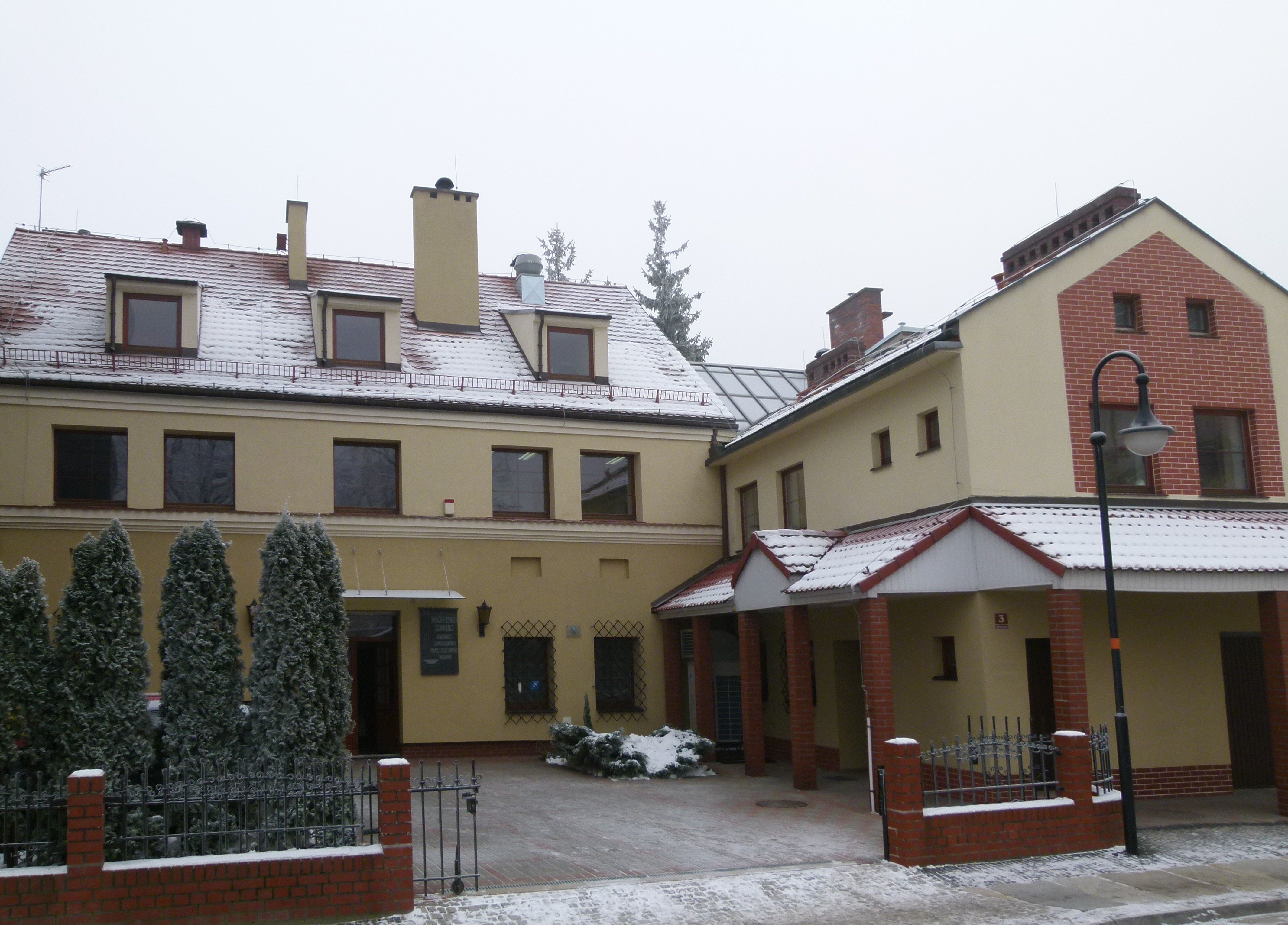
Foto: Sławoj Dubiel

Sławoj Dubiel (ur. 25 października 1964 w Tarnowskich Górach) – polski artysta fotograf. Członek Okręgu Dolnośląskiego Związku Polskich Artystów Fotografików. Członek założyciel Fundacji Warsztatów Fotograficznych 2.8.

## Życiorys
Sławoj Dubiel jest absolwentem Wyższej Szkoły Pedagogicznej w Opolu i Państwowego Studium Kulturalno-Oświatowego w Opolu, związany z dolnośląskim środowiskiem fotograficznym – tworzy i pracuje w Opolu (jako fotograf w Biurze Prasowym Politechniki Opolskiej). Od 1994 roku do 2004 był wykładowcą fotografii w Państwowym Studium Kształcenia Animatorów Kultury i Bibliotekarzy w Opolu. Miejsce szczególne w jego twórczości zajmuje fotografia architektury, fotografia dokumentalna, fotografia krajobrazowa, fotografia przemysłowa – w dużej części realizowana w technice otworkowej, monochromatycznej oraz w innych alternatywnych technikach fotograficznych. 
Sławoj Dubiel jest autorem i współautorem wielu wystaw fotograficznych; indywidualnych, zbiorowych oraz pokonkursowych – gdzie otrzymał wiele akceptacji, nagród, wyróżnień, dyplomów, listów gratulacyjnych. W 2000 roku został przyjęty w poczet członków rzeczywistych Okręgu Dolnośląskiego Związku Polskich Artystów Fotografików (legitymacja nr 789). W 2011 roku był jednym ze współzałożycieli Fundacji Warsztatów Fotograficznych 2.8. – w ramach działalności fundacji był współorganizatorem m.in. cyklicznego Opolskiego Festiwalu Fotografii oraz systematycznych spotkań Fotograf o fotografii, w opolskiej Miejskiej Bibliotece Publicznej. 
Sławoj Dubiel jest dwukrotnym stypendystą Ministerstwa Kultury i Dziedzictwa Narodowego (2004, 2007). Za twórczość fotograficzną i pracę na rzecz fotografii – w 2017 roku został odznaczony odznaką honorową Zasłużony dla Kultury Polskiej, w 2018 roku został uhonorowany Nagrodą Marszałka Województwa Opolskiego dla Animatorów i Twórców Kultury.

## Odznaczenia
- Odznaka honorowa „Zasłużony dla Kultury Polskiej” (2017)[14][15]

## Wybrane wystawy indywidualne
- Fotografie – KMPiK (Opole 1986
- ... pijcie herbatę o poranku – Galeria 5d/3 A. J. Lecha (Opole 1987)
- Fotografie – Galeria Korytarz (Jelenia Góra 1997)
- Rzeczywistość absolutna – Galeria Korytarz (Jelenia Góra 2002)
- Babie Lato – Muzeum Regionalne (Radomsko 2003)
- Karkonosze, Rudawy (Jelenia Góra 2005)
- Cementownia Groszowice – Stredoeurópsky dom fotografie (Bratysława 2006)
- Fotografie 1986-2006 – Galeria Wejście PWSZ (Głogów 2007)
- Światłoczułe kartki – Aneks Fotografii – GSW (Opole 2010)
- Vivat Akademia, Vivat Professores – Plac Wolności (Opole 2011)
- Kuźnia Osowiec – Galeria MBP (Opole 2012)
- Historia Naturalna – CMJW (Opole 2012)
- może morze – Galeria Za Szafą (Wrocław 2019)[16]
- Wyprawa na Ziemię – Galeria Kwarantanna (Głuchołazy 2020)[17]

Źródło

## Wybrane wystawy zbiorowe
- Warsztaty Gierałtowskie – BWA (Jelenia Góra 1987)
- Kontakty Spotkania – Galeria ZPAF (Katowice 1992)
- Bliżej fotografii Galeria Fotografii (Poznań 1996)
- Fotografia ’98 – Pałac pod Baranami (Kraków 1998)
- Kontakty. Intymna Przestrzeń – Galeria Pusta (Katowice 1998)
- Kontakty. Czas przełomu przełom czasu – Galeria Pusta (Katowice 2000)
- Moje ulubione fotografie – Galeria Artemis (Kraków 2002)
- Metamorfozy fotografii – Galeria 10 (Brno 2003)
- Fotorealizm – Galeria Zderzak (Kraków 2003)
- Wystawa współczesnej fotografii postindustrialnej Vedute di Silesia – Muzeum w Gliwicach (2005)
- Pamiątka z Karkonoszy. Fotografia – Nowe MediaBWA (Jelenia Góra 2006)
- Wałbrzych moje miasto (Wałbrzych 2006)
- Inspiracje, Fascynacje, Refleksje – Muzeum Miejskie Wrocławia (2007)
- Dwie tradycje – Galeria Pusta (Katowice 2007)
- Opowieści z pogranicza – Galeria TNN (Lublin 2009)
- Marginesy historii – Biennale Fotografii (Poznań 2011)
- Kształt teraźniejszości – Muzeum Współczesne (Wrocław 2012)
- Polsko-czeskie Karkonosze (Jelenia Góra 2012)

Źródło